# Меркаптопурин
Меркаптопурин — цитостатический препарат из группы антиметаболитов, антагонистов пуринов. Обладает, как и другие антипурины (азатиоприн, тиогуанин), выраженной иммуносупрессивной активностью, не пропорциональной степени вызываемой меркаптопурином лейкопении и лимфопении.
Применяется в онкологии для лечения злокачественных опухолей, а также, как иммунодепрессант.

## Фармакологическое действие
Является аналогом пуриновых оснований — аденина, гуанина, гипоксантина, которые входят в состав нуклеиновых кислот. Включаясь в процессы превращения пуринов, меркаптопурин нарушает синтез нуклеотидов, что приводит к торможению синтеза ДНК в пролиферирующих клетках во время S-фазы клеточного цикла.

## Фармакокинетика
В незначительном количестве проникает через ГЭБ. Связывание с белками плазмы низкое. Биотрансформация происходит в печени. Выводится почками, частично (7-39 %) в неизмененном виде.

## Показания
Острый миелолейкоз, обострения хронического миелолейкоза, хорионэпителиома матки, ретикулёзы, острый лимфобластный лейкоз, хронический гранулоцитарный лейкоз. Также для иммуносупрессии.

## Режим дозирования
Устанавливают индивидуально, в зависимости от показаний и стадии заболевания, состояния системы кроветворения, схемы противоопухолевой терапии.

## Побочное действие
Со стороны системы кроветворения: лейкопения, агранулоцитоз, анемия, тромбоцитопения, панцитопения.
Со стороны пищеварительной системы: тошнота, рвота, анорексия, диарея, внутрипеченочный холестаз, некроз гепатоцитов, язвы слизистой оболочки полости рта, язвы тонкого кишечника, панкреатит.
Аллергические реакции: лихорадка, развитие инфекционных заболеваний вследствие снижения иммунитета (преимущественно клеточного); редко — кожная сыпь.
Прочие: пигментация кожи, гиперурикемия, нефропатия.

## Беременность и лактация
Применение меркаптопурина при беременности возможно только по жизненным показаниям. При необходимости применения в период лактации грудное вскармливание следует прекратить.
В период приёма меркаптопурина женщины детородного возраста должны использовать надежные средства контрацепции.
В экспериментальных исследованиях установлено, что препарат обладает эмбриотоксическим и тератогенным действием.

## Особые указания
Не рекомендуют применять меркаптопурин у пациентов с ветряной оспой (в том числе недавно перенесённой или после контакта с заболевшими), с опоясывающим герпесом и другими острыми инфекционными заболеваниями.
С осторожностью применяют меркаптопурин у пациентов с подагрой или нефролитиазом в анамнезе.
При применении меркаптопурина у пациентов с нарушениями функции печени и/или почек требуется коррекция режима дозирования.
С осторожностью применяют меркаптопурин у пациентов, получавших ранее противоопухолевую или лучевую терапию.
В процессе лечения меркаптопурином систематически контролируют картину периферической крови, лабораторные показатели функции печени и почек, уровень мочевой кислоты в крови.
Для профилактики гиперурикемии следует увеличить объём потребляемой жидкости, применять средства, ощелачивающие мочу, а при необходимости — назначить аллопуринол. При одновременном применении меркаптопурина и аллопуринола дозу меркаптопурина снижают на 1/4-1/3 от исходной.
В экспериментальных исследованиях установлено, что меркаптопурин обладает канцерогенным и мутагенным действием.
Не рекомендуют проводить вакцинацию пациентов и членов их семей.
Меркаптопурин в форме таблеток включен в Перечень ЖНВЛС.

## Лекарственное взаимодействие
Меркаптопурин уменьшает активность варфарина.
Доксорубицин повышает гепатотоксичность меркаптопурина.
При одновременном применении меркаптопурина с сульфасалазином или месалазином существует вероятность лекарственного взаимодействия вследствие ингибирования фермента тиопуринметилтрансферазы указанными аминосалицилатами in vitro.
При одновременном применении с метотрексатом наблюдается повышение концентрации меркаптопурина в плазме крови, по-видимому, обусловленное ингибированием метотрексатом (который является сильным ингибитором ксантиноксидазы) его метаболизма при первом прохождении через печень.
Аллопуринол повышает активность и токсичность меркаптопурина.